# Mühle (Gummersbach)
Mühle ist ein Ortsteil der Stadt Gummersbach im Oberbergischen Kreis im südlichen Nordrhein-Westfalen.

## Geographie
Der Ort liegt gut drei Kilometer südlich des Stadtzentrums am rechten Ufer des Rospebachs in unmittelbarer Anbindung an die westliche Umgehungsstraße Gummersbachs (B 256; hier „Westtangente“). Benachbarte Ortsteile sind Hardt-Hanfgarten (nordnordwestlich), Rospe (nordnordöstlich) und Luttersiefen auf der gegenüber liegenden östlichen Seite der „Westtangente“.

## Geschichte
1542 fand der Ort das erstmals urkundliche Erwähnung, als Roerich und andere Einwohner op der Mole in der Bauerschaft Rospe in den Türkensteuerlisten genannt wurden.
Von einer Mühle, auf deren Bestehen der Ortsname hinweist, war schon Anfang des 19. Jahrhunderts nichts mehr bekannt.
Um 1750 belief sich die Einwohnerzahl auf etwa 20, 1850 auf etwa 40. Die zu dieser Zeit in Mühle bestehende Branntweinbrennerei war nur eine von 63 im damaligen Kreis Gummersbach.
Der Weiler Mühle gehörte bis 1806 zur Reichsherrschaft Gimborn-Neustadt. Nach seiner Zugehörigkeit zum Großherzogtum Berg (1806–1813) und einer provisorischen Übergangsverwaltung kam die Region aufgrund der auf dem Wiener Kongress getroffenen Vereinbarungen 1815 zum Königreich Preußen. Unter der preußischen Verwaltung gehörte der Ort zunächst zum Kreis Gimborn (1816–1825) und danach zum Kreis Gummersbach in der Rheinprovinz. Im Jahr 1843 hatte der Ort 46 Einwohner, die alle evangelisch waren, und 11 Häuser.

## Verkehr
Die Haltestelle von Mühle wird über die Buslinie 306 (Gummersbach Bf - Wiehl) angeschlossen.